# الجامعة الاتحادية للموارد البترولية
تأسست الجامعة الاتحادية للموارد البترولية ايفرون (FUPRE) في ولاية دلتا، نيجيريا وتمت الموافقة عليها من خلال اجتماع المجلس التنفيذي الاتحادي في 14 مارس 2007 وقبلت أول مجموعة من الطلاب الجامعيين في عام 2008.
تأسست الجامعة بموجب مبادرة الحكومة الفيدرالية النيجيرية لبناء جامعة متخصصة في دلتا النيجر لإنتاج الأيدي العاملة والخبرات في قطاع النفط والغاز.
وافقت لجنة الجامعات الوطنية (NUC) على مشاركة المنشآت بين معهد التدريب النفطي افرون وايفرون حتى انتقلت إلى موقعها الدائم حول تطوير حرمها الرئيسي في يوجبمروا، منطقة يوفوي للحكم المحلي في عام 2010.
الجامعة الاتحادية للموارد البترولية افرون هي أول جامعة بترولية في أفريقيا.

## الكليات
يوجد في المؤسسة حاليًا كليتان مع عشرة أقسام  الكليات هي:
1. كلية العلوم
2. كلية تكنولوجيا

بدأت كلية العلوم وكلية التكنولوجيا في إدارة الدورات التدريبية لدورتها الأكاديمية.

### الإدارات والدورات
التركيز الرئيسي هو هندسة البترول والتكنولوجيا الدورات ذات الصلة مثل:
- كيمياء
- الإدارة البيئية وعلم السموم
- الكيمياء الصناعية
- جيوفيزياء
- جيولوجيا
- هندسة بحرية
- الرياضيات
- هندسة ميكانيكي
- الفيزياء
- علوم الكمبيوتر
- كهربائي إلكتروني
- هندسة البترول
- هندسة الغاز الطبيعي
- هندسة كيميائية

## روابط خارجية
- لجنة الجامعات الوطنية في نيجيريا
- الجامعة الاتحادية للموارد البترولية